# Fussballclub Basel 1893
El Fussballclub Basel 1893, àmpliament conegut com a FC Basel (en català FC Basilea) és un club suís de futbol de la ciutat de Basilea.

## Història

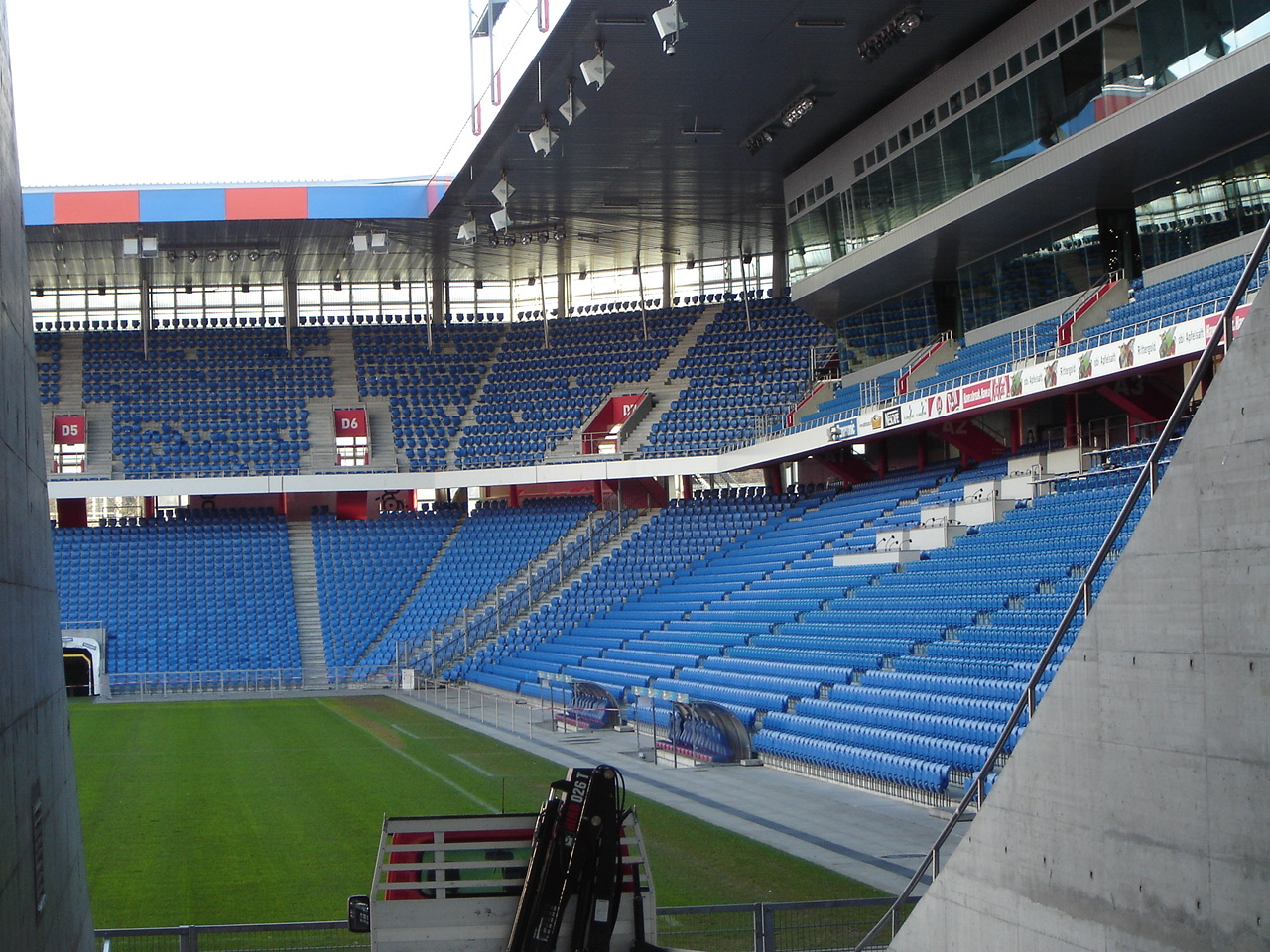
St. Jakob-Park, l'estadi del club

El FC Basilea nasqué l'any 1893. Una de les seves millors èpoques la visqué els anys 60 i 70 on guanyà set cops la lliga suïssa i tres més la copa. L'any 2002 guanyà el doblet i va fer una bona Lliga de Campions on es classificà per la segona fase de grups. El seu estadi és el Sankt Jakob-Park.

## Uniforme
Originàriament l'uniforme constava de samarreta blau i grana, pantaló blau i calces del mateix color.
- Uniforme titular: Samarreta blau i grana, pantaló blau, calces blaves.
- Uniforme alternatiu: Samarreta blanc, pantaló i calces blancs.

## Palmarès
- 19 Lliga suïssa de futbol: 1953, 1967, 1969, 1970, 1972, 1973, 1977, 1980, 2002, 2004, 2005, 2008, 2010, 2011, 2012, 2013, 2014, 2015, 2016
- 11 Copa suïssa de futbol: 1933, 1947, 1963, 1967, 1975, 2002, 2003, 2007, 2008, 2010, 2012
- 1 Copa de la Lliga suïssa de futbol: 1973
- 4 Copa dels Alps de futbol: 1969, 1970, 1981

## Jugadors destacats
- Xherdan Shaqiri